# Joan Bosch i Cusí
Joan Bosch i Cusí (Veïnat dels Vilars, Espolla, Alt Empordà, 13 de març de 1866 - Barcelona, 2 de gener de 1939.) Fou un mestre i escriptor català vinculat al moviment de renovació pedagògica i a la restauració del català a l'escola.

## Biografia
Fill de pagesos i orfe de pare als tretze anys, anà a estudiar a l'escola d'Espolla. Allà tingué per mestre Antoni Balmaya i Ros un dels docents més destacats de la Catalunya del segle xix. Decidit a ser mestre, ingressà a l'Escola Normal de Magisteri de Girona i va acabar la seva formació a la Normal de Barcelona. El 1884 obtingué el títol i durant un curs fou mestre de Llançà. Es casà amb Serafina Pujolar i Lanciano (1876-1939), mestra i filla dels mestres de Garriguella.
L'octubre de 1885 el matrimoni es traslladava l'escola pública de la vila de Tortellà. Durant vint-i-set anys es feren càrrec, cadascun dels esposos, de l'escola de nois i de l'escola de noies. La jove parella de mestres replantejaren la metodologia de les seves escoles a l'ombra dels corrents pedagògicament renovadors. Tot basant l'aprenentatge en l'observació i l'experimentació en el context que oferia la natura de l'Alta Garrotxa. Entre els seus alumnes s'hi troba a Joan Roura- Parella a qui Bosch animà a continuar estudis a l'Escola Normal gironina. El juny de 1895 Joan Bosch aconseguia, amb la màxima qualificació, el títol de Mestre Normal. A inicis de 1912 Joan Bosch i Serafina Pujolar es traslladaren a l'escola de Berga. Dos anys més tard Bosch era nomenat director d'aquella escola.
La seva tasca en favor de les millores professionals i tècniques del magisteri públic el portaren, el 1912, a ser elegit president de la Federació de Mestres Nacionals de Catalunya. Ja l'any 1905 havia assistit a l'assemblea de l'Asociación Nacional de Maestros a Madrid, on destacà per la seva defensa d'un sou personal per als mestres i l'escalafó general. També publicà un bon nombre d'articles vindicant la tasca i dignitat professional dels mestres i en especial de l'escola rural. Aquesta defensa dels mestres i la projecció de tasca pedagògica portada a terme a l'escola de Tortellà el feu mereixedor, el 1909, del nomenament de Cavaller de l'Orde Civil d'Alfons XII.

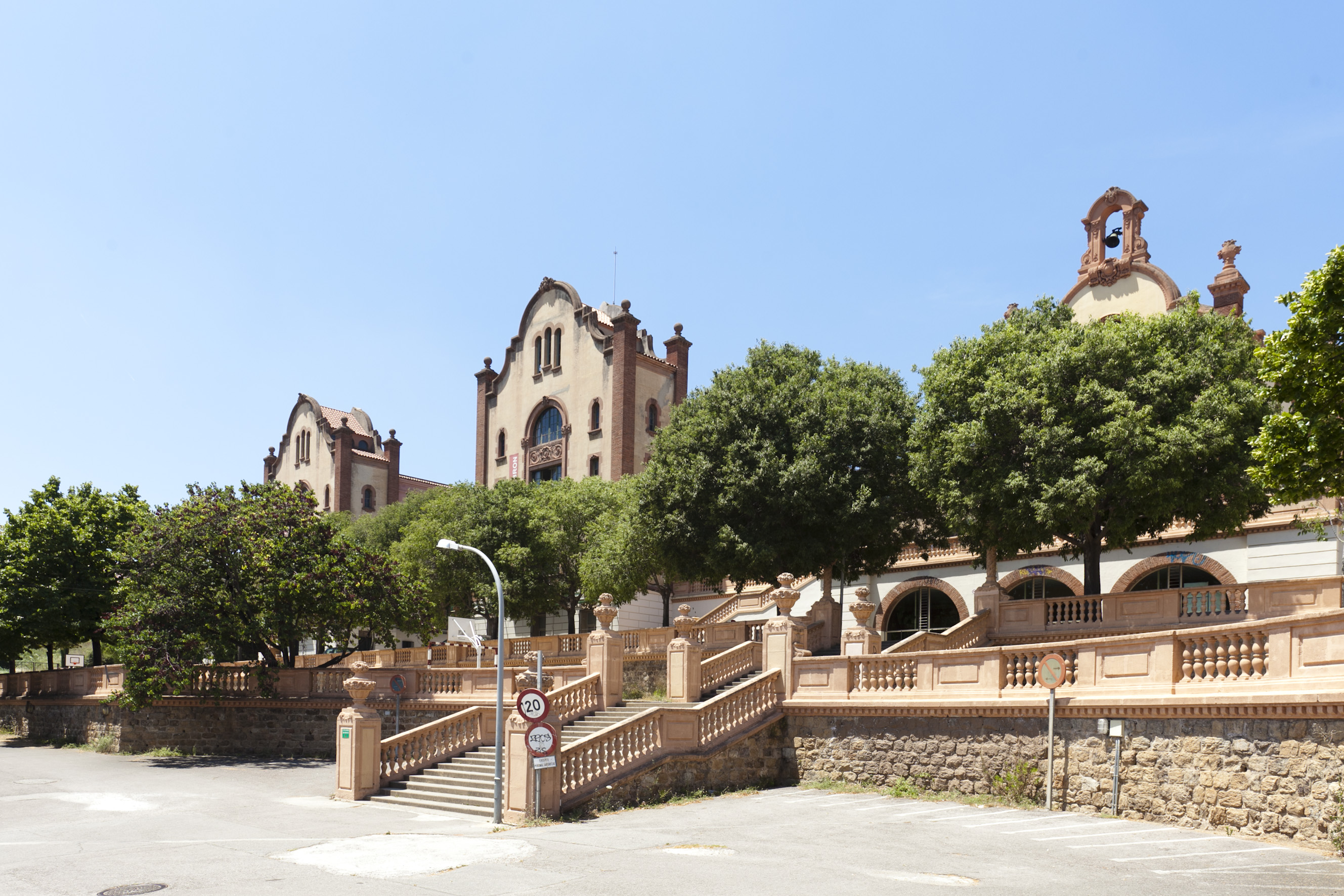
Escoles del Patronat Ribas.

El 1916 fou cridat a dirigir les escoles del Patronat Ribas, a Rubí del qual era president l'advocat i polític Jaume Carner i Romeu. Foren una de les primeres escoles de patronat en participació de l'Estat fet que les equiparava a les "escoles nacionals". Bosch va mantenir així la seva situació com a mestre públic. Intervingué activament en el disseny i concepció del nou edifici aixecat per allotjar les escoles del Patronat Ribas obra de l'arquitecte Enric Sagnier i Villavecchia. Tot i que a criteri d'Alexandre Galí, el nou edifici encara era massa deutor de la concepció tradicional de l'espai escolar.
Sota la direcció de Bosch i Cusí les escoles del Patronat Ribas formaren part dels centres educatius d'assaig que obriren el moviment de renovació pedagògica català del primer terç del segle xx. També Bosch impulsà l'estudi i presència del català a aquelles escoles.
Ell mateix ha deixat testimoni del seu pensament pedagògic i de la tasca duta a terme a les escoles del Patronat Ribas en un text inèdit escrit durant la Guerra Civil. Una selecció del qual, precedida d'una introducció, fou publicada el 2006 per Salomó Marquès.
L'any 1931 el Patronat Escolar de Barcelona el nomenà director de la secció de nois del nou Grup Escolar Milà i Fontanals al cor del barri del Raval. On treballà fins a la seva jubilació el 1936. La secció de noies era dirigida per Rosa Sensat i Vilà.
El 1932 les associacions provincials de mestres aplegades a Olot, varen homenatjar a Bosch i Cusí.

## Publicacions
- Principios de lectura. Olot : Impremta Llibreria de Joan Bonet, 1892
- Carteles de lectura .Olot: c.1892.
- Ejercicios manuscritos para la escritura al dictado. Barcelona: Tip. L'Avenç, 1900. 2ª ed.
- Historia de España: grado medio. Girona: Dalmau Carles, 1928,
- Historia de España: Grado elemental. Girona: Dalmau Carles Pla,1904,
- Prosodia y ortografía: lengua castellana. Girona:Dalmau Carles Pla,1907,
- Nociones de Historia de España. Girona: Dalmau Carles Pla,1919
- Quince años en las Escuelas Ribas, 1916-1931, Barcelona, Ploion Editors, 2006, Introducció de Salomó Marqués.